# Suikerfabriek van Waterloo

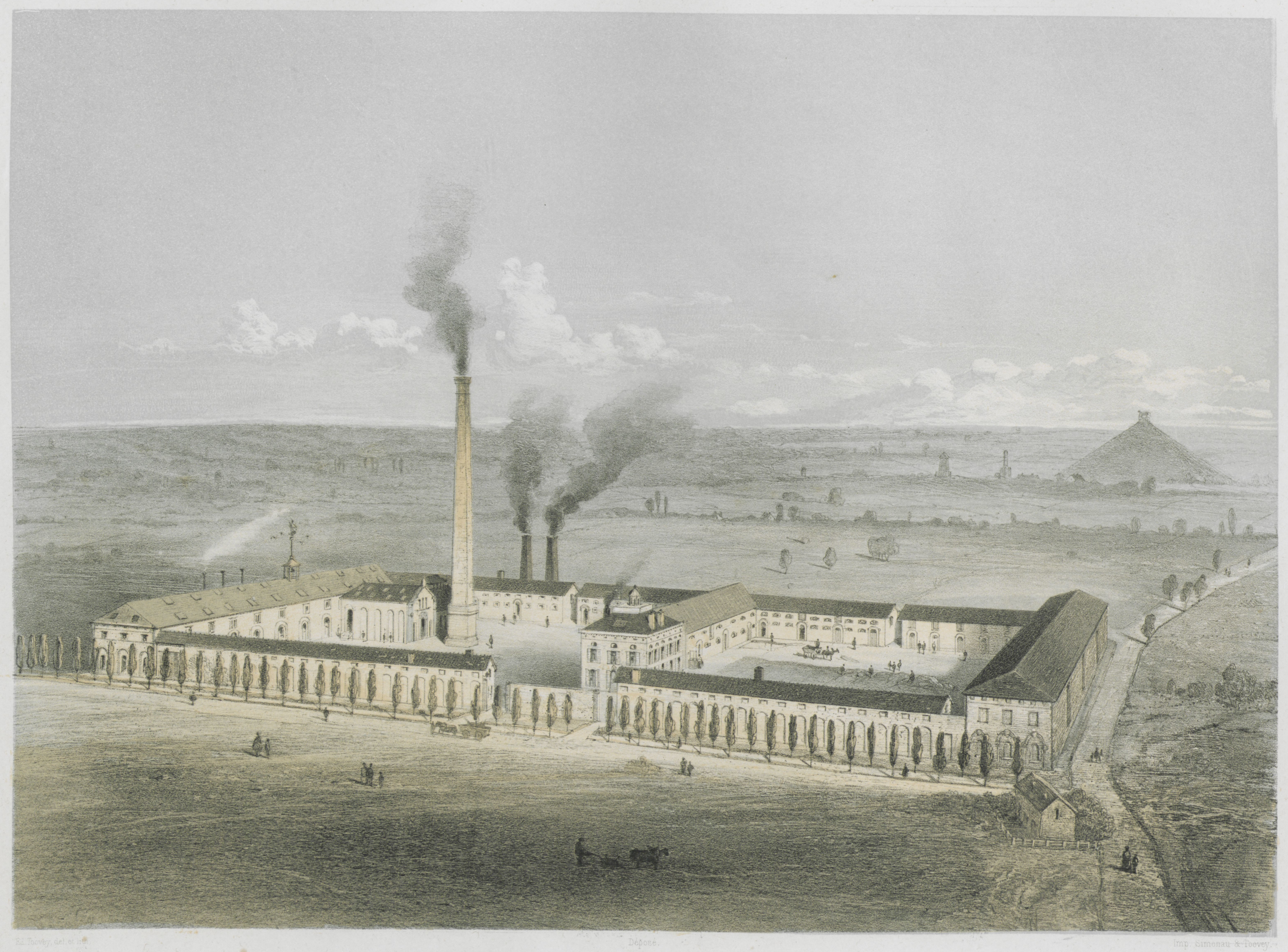
Litho van de fabriek uit La Belgique industrielle (Edwin Toovey, ca. 1855)

De suikerfabriek van Waterloo bestond van 1836 tot 1871 in het zuiden van de toenmalige provincie Brabant in België. De industriële site is herbestemd tot het Waterloo Office Park.

## Geschiedenis
Aan het begin van de 19e eeuw werd het proces om bietsuiker te produceren op punt gesteld. In het jonge België nam de Brusselse haute finance rond de Société Générale het initiatief voor een suikerfabriek in het landelijke Waterloo, toen een groot dorp dat leefde van land- en bosbouw. Op 19 januari 1836 werd de S.A. Raffinerie Nationale du Sucre indigène et exotique opgericht, met als grootste aandeelhouder Pierre François Joseph Meeûs (1792-1867). Ook zijn neef Pierre Joseph Meeûs (1793-1873) was aandeelhouder en bestuurder. Met 4 miljoen frank was het kapitaal aanzienlijk. 
De bedoeling was een geïntegreerd agro-alimentair bedrijf waar de teelt van suikerbieten en het raffineren van biet- en rietsuiker werden gecombineerd met het gebruik van reststromen voor veeteelt en distillatie van alcohol. Er werd 700 hectare te ontginnen grond ingebracht, afkomstig uit de delen van het Zoniënwoud die recent waren verkocht door de Société Générale. Onderdeel daarvan waren de Boesdaalhoeve en de Sint-Gertrudishoeve in Sint-Genesius-Rode, waar gewassen zouden worden geteeld. De eerste steen van de Waterloose suikerfabriek werd gelegd op 29 april 1836 en minder dan een jaar later was ze voltooid. Het ging om een neoklassiek gebouwencomplex van 220 x 80 meter in paarsrode baksteen en natuursteen, met fraaie eiken dakgebinten. De directie en de kantoren huisden in het centrale Maison aux lions, waarachter zich de paardenstallingen uitstrekten, die de twee binnenpleinen van elkaar scheidden. Op de Hooikaai 31 in Brussel bevond zich de maatschappelijke zetel en een oudere raffinaderij.
In het raffinageproces werd beenzwart of beenderkool gebruikt. Er wordt vermoed dat niet alleen dierlijke, maar ook menselijke beenderen in de ovens zijn beland, opgedolven uit de massagraven van Waterloo. Wat daar ook van zij, de zaken liepen niet goed en in 1845 ging het bedrijf failliet. De vereffening werd afgewikkeld in 1851, waarop het bedrijf een doorstart maakte door toedoen van François Capouillet. Hoewel hij vertrouwd was met de suikersector, kon hij het geografische isolement niet overwinnen. In 1871 ging de suikerfabriek dicht. Drie jaar later werd de streek ontsloten door spoorlijn 124.
De gebouwen waren ondertussen ingenomen door de S.A. Waterloo Dairy and Brussels Poultry Company, die er gecondenseerde melk produceerde (1871-1907). Nadien werd de site een boerderij (1908-1926) en een astrakankwekerij (1929-1941). Vervolgens werd de voormalige suikerfabriek in twee verdeeld en waren er diverse bestemmingen, waaronder een sloopbedrijf en een bioscoop. Na mislukte cultureel-museale projecten van de gemeente en van de Franse Gemeenschap was het uiteindelijk de vastgoedontwikkelaar Louis De Waele die de gebouwen in 1989 verwierf om er kantoren, handelszaken en een hotel onder te brengen. Hiervoor werd een renovatie en nieuwbouw uitgevoerd. Na de definitieve oplevering in 1992 vond onder meer Europay er onderdak.

## Voetnoten
1. ↑  Oprichtingsakte, Pasinomie, 1837, p. 434-438
2. ↑  Dominique Willemart, "La sucrerie de Waterloo" in: Ucclensia, november 1986, p. 14
3. ↑  Bernard Wilkin, Robin Schäfer en Tony Pollard, "The Real Fate of the Waterloo Fallen. The Exploitation of Bones in 19th-Century Belgium" in: Belgisch Tijdschrift voor Nieuwste Geschiedenis, LIII, 2023, nr. 4, p. 8-30
4. ↑  EXCLUSIVE: Have historians finally solved mystery over why only TWO skeletons have ever been found at Battle of Waterloo? Experts say bones of 20,000 British and French soldiers were ground down and used to make white sugar, Daily Mail, 18 augustus 2022
5. ↑  Après la bataille de Waterloo, les os des morts utilisés dans l’industrie alimentaire pour filtrer le sirop de sucre, RTBF, 18 augustus 2022
6. ↑  Dominique Willemart, "La sucrerie de Waterloo" in: Ucclensia, november 1986, p. 16